# Grönköpings Veckoblad
Grönköpings Veckoblad är en svensk skämttidning, startad 1902 som bilaga i Söndags-Nisse. Den utges sedan 1916 i Stockholm som separat publikation och säger sig vara ”Sveriges största månatligen utkommande veckotidning”, utgiven i den påhittade staden Grönköping.

## Historia

### Ursprung
Grönköpings Veckoblad växte fram ur två källor. Dels fanns en förebild i norska Trangviksposten, som från 1899 trycktes som en avdelning i Aftenposten, dels var stadsnamnet Grönköping en skämtsam benämning på den svenska och gärna självförhävande småstaden i allmänhet, som sedan 1895 användes i texter som beledsagade teckningar av Albert Engström i skämttidningen Söndags‑Nisse, varvid namnet ”Grönköping” möjligen skapades av Hugo Valentin.

### Viktigast händelser och medarbetare i tidningens historia
Den 22 juni 1902 grundades Grönköpings Veckoblad av Hasse Zetterström; det trycktes då som på sista sidan i tidningen Söndags‑Nisse. Inför utgivandet gjordes en fiktiv anmälan för subskriptioner (prenumerationer), varvid programmet för den nya tidningen presenterades: ”Gudsfruktan, nykterhet och sedlighet utan fanatiska överdrifter”. Sedan 1916 utkommer den som en självständig tidning. Trots namnet har den aldrig utkommit oftare än en gång i månaden, och senare har utgivningen begränsats till 10 nummer om året. 
Oscar Rydqvist medarbetade från 1916, och skapade flera av Veckobladets viktiga personer, men tidningens genom åren mest framträdande skribent, Nils Hasselskog, medverkade åren 1925–1936, bland annat under pseudonymen och signaturen A:lfr-d V:stl-nd, en fiktiv poet som han övertog från Oscar Rydqvist. Han skapade emellertid varken staden eller, med något undantag, de fiktiva personer som befolkar den. Alfred Vestlunds dikter har sedan stundom skrivits av erkända och berömda diktare, som bidrog anonymt. Gunnar Ekelöf har avslöjat att han varit Alfred Vestlund. Exakt vilka dikter han skrivit är svårt att bevisa.

### Förändringar i det fiktiva Grönköping
I början, när Veckobladet trycktes i Söndags‑Nisse, nämndes inte så många invånare i staden. År 1903 nämndes borgmästare Karl Fredrik Isak Emanuel Andersson, och 1906 nämns en redaktör, Johan Andersson. Mellan 1908 och 1915 fanns en ny borgmästare,  Frithjof Nordberg, som måste avskaffas – enligt uppgift i tidningen efter 27 års tjänst – eftersom figurens namn liknade en verklig borgmästares namn. När tidningen blev självständig 1916 tillkom topografin; staden placerades ursprungligen inte i närheten av Skövde och Hjo.

## Innehåll
I Grönköpings Veckoblad speglas händelser i såväl Sverige som världen i övrigt som om de hade hänt i småstaden Grönköping. Tidningen har därför rapporterat om det misslyckade tunnelbygget genom det lokala berget Gökmassivet (som en parodi på Hallandsåstunneln) och införandet av trängselskatt för bilister på Västra Tvärgränd (som en parodi på trängselskatten i Stockholm). 
Humor och ironi vill vara goda kännetecken för texterna, tillsammans med ett språk som redan från början skulle parodiera dåtidens svulstiga mediasvenska. Tidningen illustreras uteslutande med passande fotografier och litografier från tiden cirka 1890–1920. Förutom tidningen har man även givit ut ett antal böcker, oftast antologier av redan publicerade artiklar.

## Efterföljare
Veckobladet har under 2000-talet fått en efterföljare i Svenskfinland under namnet Swalköpings Allehanda. En tidig kortlivad efterföljare till Trangviksposten och till Grönköpings Veckoblad var Snolderøds Avis, som började utkomma i Danmark 1903, året efter Grönköpings Veckoblad. Mosebacke Monarki tänktes ursprungligen av Hans Alfredson att vara en överföring av Grönköping till radio, men Veckobladets redaktör Seth Bremberg gav ej tillstånd, så Mosebacke Monarki fick ett annat namn och innehåll.

### Persongalleri
Personernas skapare anges inom hakparentes.
| - Amadeus Aftongård, pastorsadjunkt - Balder, brandsto - Donald Beaumaré, klippekonom [Gunnar Ljusterdal] - Stig Berglund, kulturdoktor, tog studenten i Hjo [Seth Bremberg] - Paulus Bergström, poliskonstapel, ursprungligen under första världskriget militär medarbetare [Oscar Rydqvist] - Hilarius Boklund, kyrkoherde - Hjördis 'Flabbs' Brunander, sångerska (förebild Alice Babs) - Pontus Brunander, postmästare, Hjördis far - Justus Brylén, godsägare, företräder (m) - Ernst Clossemeyer, apotekare [Gösta Törneqvist] - Joel Eriksson, stadsråd, företräder (s) - Hilbert Florin, handelsträdgårdsmästare och lekmannapolitiker - Lola Gustafsson, jättedam [Seth Bremberg] - Gusten, industrirobot, F:a Låsar & Tänger - T.F. Göransson, systemföreståndare - Ludvig Hagwald, magister, numera grundrektor, företräder (fp) [Seth Bremberg] - Eva-Lena Helmersson, informationsassistent - Viking Helmersson, informationssekreterare, Eva-Lenas make - Malte Janzzon, konstmålare - Elmer Jigebring, t.f. ekonomichef, kommunal dylik - Napoleon 'Nappe' Johnson, reservlöjtnant - Alexis Jonsson, varuhusdirektör, förestår Varuskrapan - Karolina, polishund - Jonas Krökén i Kröken, riksdagsman (c) - Ebonius (Ebbe) Larsson, underhållningsentertainer | - Sofie Liljedotter, fröken, vördad stadsäldsta [Berndt Carlberg] - Fridolf Månsson, hemmansägare - Kent-Göran Pall, arbetsförmedlingsföreståndare - Agneta Palmodin, 27, konferensvärdinna, förestår Gökmassivets konferenscentrum - A. (Adolf) von Peiland, f.d. major [Gösta Törneqvist] - Wotan von Peiland, företräder Grönköpingsdemokraterna (motsvarar Sverigedemokraterna) - Hildor Peterzohn, f.d. förrädare, företräder (v), ursprungligen kallad Paul Peterzohn [Oscar Rydqvist] - Gurli Pettersson, parktant, manikurist, influensare [Oscar Rydqvist] - Frida Pjälterud-Glad, socialpsykolog - Emil Ruda, yngling - Stina Stryparn Ruda, fotbollshuligan - August Tert. Salvén, stadsläkare - Åke Schwung, konsult - Engla Sjödin, fröken, förestår bag- och conditori - Mårten Sjöqvist, stadens urbane borgmästare - Tekla Sjöqvist, född Sparfhöök, borgmästarinna - Ada A:son Susegård, leg. förf. & hemkonsulent [Seth Bremberg] - Vilhelmina Unill, socialchefska [Seth Bremberg] - Alfred Vestlund, skald, använder signaturen A:lfr-d V:stl-nd [Oscar Rydqvist] - Orvar Åkerström, bataljonsveterinär - C.A. Östberg, klensmed, ägare till Firma Låsar & Tänger - P.A. Humander, personalchef,Firma Låsar & Tänger - Britt-Inger Vilmgård, förskolepedagog, förskolan Harry Potter - Gull-Marie Ebberöd, skolmåltidshusmor vid Läspeskolan |

#### Personernas karaktärsdrag (urval)
Kyrkoherde Hilarius Boklund har med åren blivit tolerant och vidsynt, och hamnar därför på kollisionskurs med pastorsadjunkt Amadeus Aftongård som är strängt kristen. Motivet med den loje kyrkoherden och hans nitiske underordnade återfinns i Falstaff, fakirs Ett svårskött pastorat och i Jan Myrdals Jubelvår.
Borgmästarparet Sjökvist framhäver hustruns fina anor; hon bar som ogift det parodiskt knapadliga ättenamnet Sparfhöök.
Informationssekreterare Viking Helmersson utför enbart onödigt arbete inom kommunikationssektorn.
Joel Eriksson är på socialdemokratiskt vis oavsättlig; kallas ”stadsråd” i stället för ”kommunalråd” i hopp om att misstagas för ett statsråd.

## Medarbetare

### Chefredaktörer
- Hasse Zetterström, 1902–1942.[11]
- Seth Bremberg, 1942–1963, medarbetare från 1924.[12]
- Yngve Kernell, 1964–1968.[13]
- Erik Brandt, 1968–1977,  medarbetare från 1936.[14]
- Gunnar Ljusterdal, 1977–1999, medarbetare från 1971.[15]
- Erik Blix, 1999–2005.
- Olov Norbrink, 2006–2008.
- Ulf Schöldström, 2009–2020, medarbetare från 1985.[16]
- Karin Aspenberg, 2020–, medarbetare från 2005.[17]

### Andra medarbetare
- Oscar Rydqvist, 1916–1925
- Nils Hasselskog, 1925–1936
- Berndt Carlberg
- Gösta Törneqvist